# The Cavern
The Cavern Club je slavni liverpoolski rock and roll klub. Otvoren je 16. siječnja 1957., u njemu je Brian Epstein vidio i upoznao Beatlese 9. studenog 1961.

## Povijest kluba
Alan Sytner, prvi vlasnik kluba, htio je otvoriti klub nalik na pariške podrumske jazz klubove, naročito mu se dopao Le Caveau.  Ubrzo je pronašao mjesto koje je tome naličilo, bio je to podrum koji je služio kao sklonište za vrijeme zračnih napada tijekom drugog svjetskog rata. Klub je startao kao jazz klub, i ubrzo je postao klub skiffle sastava.
Sytner je prodao klub Rayu McFallu 1959., s novim vlasnikom došli su i nastupi blues i beat sastava ranih 1960-tih. Prva Noć Beata, održana je klubu 25. svibnja 1960., na njoj su nastupili i Rory Storm and the Hurricanes (s Ringo Starrom na bubnjevima). Klub je bio glazbeno - plesni, ali nije radio samo po noći, već i za vrijeme ručka!(to je bilo takvo vrijeme).

## Svjetska slava
Klub je postao svjetski slavan po nastupima sastava The Beatles, koji su u njemu prvi put nastupili 21. veljače 1961., nakon svog povratka iz Hamburga ( Njemačka). 
Između 1961. – 1963. Beatlesi su imali 292 nastupa u klubu, ( zadnji im je bio 3. kolovoza 1963.), mjesec dana nakon toga snimili su svoj hit She Loves You. 
Brian Epstein, obećao je da će Beatlesi vratiti i nastupiti još koji put, ali to se nije nikad više ponovilo.
U sljedećoj dekadi, u klubu su nastupale brojne zvijezde britanskog ranog rock and rolla ; The Rolling Stones, The Yardbirds, The Kinks, Elton John, The Who,  John Lee Hooker. 
Klub je radio do ožujka 1973., kada je zatvoren zbog radova na podzemnoj željeznici.
Jan Akkerman nizozemski rock gitarist iz grupe Focus bio je posljednji koji je nastupio u klubu.

## The Cavern danas
1984. klub je obnovio liverpoolski nogometaš Tommy Smith  u suradnji s kućom Royal Life, nastojavši što više vratiti stari originalni izgled. Klub je radio do 1989., kada je zatvoren zbog financijskih razloga.
Klub su ponovno otvorili 1991., dva prijatelja Bill Heckle i Dave Jones. Cavern Club je danas je zbog svoje slavne prošlosti turistička atrakcija, tako da oko 40 sastava nastupi u njemu svaki tjedan.
Bivši Beatles Paul McCartney, vratio se u klub i nastupio u njemu 14. prosinca 1999.
- Klubovi istog naziva postoje u Buenos Airesu, Tokyu i Adelaidu.

## Vanjske poveznice
- Cavern City Tours
- Što ima u Cavern Clubu  Arhivirana inačica izvorne stranice od 27. rujna 2008. (Wayback Machine)